# 伊万诺夫河
伊万诺夫河（俄语：Река Иванов）是滨海边疆区卡瓦列罗沃区的河流，长15公里，在距河口29公里处注入多罗日纳亚河。上游山谷有陡峭的山坡，下游多沼泽，云杉、橡树和桦树多生于流域内。

## 引用
1. ↑  А·П·穆拉诺夫. . 列宁格勒: 气象出版社. 1966 （俄语）.
2. ↑  . 列宁格勒: 气象出版社 （俄语）.
3. ↑  Т·А·基谢尔科瓦娅. . 列宁格勒: 气象出版社. 1977 （俄语）.
4. ↑  . 自然资源部 VerumWiki.   [2023-10-31]. （原始内容存档于2023-10-31） （俄语）.